# Roc d'Azur
Le Roc d'Azur est une manifestation de VTT. C'est à la fois un salon et une manifestation sportive d'envergure internationale. Elle se déroule durant le premier week-end du mois d'octobre sur les communes de Fréjus et de Roquebrune-sur-Argens dans le Var.

## Histoire
La première édition du Roc d'Azur créé par Stéphane Hauvette a eu lieu en 1984 et a réuni 7 participants.
Cette première édition s'est déroulée entre la Chartreuse de la Verne dans le massif des Maures et la Place des Lices à Saint-Tropez.
C'est grâce à Nadine Salvatico et à la mairie de Ramatuelle que le Roc d'Azur s'est organisé les années suivantes dans cette commune du Var. Jean Pierre Timmermans, passionné de nature et de VTT, en traça les premiers parcours sur la presqu’île de Saint Tropez. 
Depuis, le Roc d'Azur s'est imposé comme l'événement VTT le plus grand au monde concentré sur 4 journées, et comprend le premier salon du cycle français (plus de 250 exposants), 150 000 spectateurs, plus de 20000 concurrents dont 2500 étrangers.
Développé par Stéphane Hauvette et Flase Organisation, le roc d'Azur fut repris entre 1994 et 2000 par la FFC, puis racheté par Sportys, une agence de marketing et communication parisienne. Le Roc d'Azur se développe dès lors considérablement en taille et en qualité. Sportys dépose le bilan en 2011 à la suite d'une chute de ses rentrées publicitaires dans d'autres sports, la santé financière du Roc d'Azur n'étant pas en cause.
Le 12 juillet 2011, sur décision du tribunal de commerce, Sportys est racheté par Amaury Sport Organisation, qui reprend l'organisation de l'épreuve de Fréjus. Cette société, qui gère notamment de grands rendez-vous du sport tel que le Tour de France ou le Marathon de Paris, a complété l'offre d'épreuves au fil des années : en plus du VTT des courses de triathlon, en VTTAE (VTT à Assistance Electrique), en Gravel, en enduro… ce sont en tout 35 épreuves différentes qui sont proposées du mercredi au dimanche.

## Le village
Le village du Roc est un salon du VTT où tous les principaux constructeurs et équipementiers se doivent d'être présents. Il permet aux visiteurs de tester ou se renseigner sur les derniers produits du monde du VTT, tels que les équipements, accessoires, la nutrition, le textile, la presse spécialisée, etc.
On y dénombre environ 150 000 visiteurs, 250 exposants, sur une surface de 25 000 m2.

## Palmarès

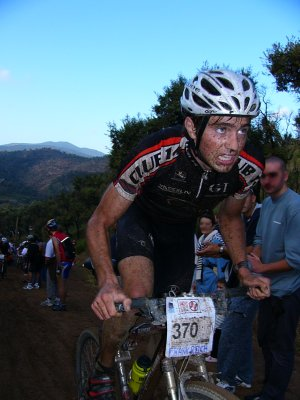
Roc d'Azur 2004 : Pierre-Geoffroy Plantet (3e espoir) dans le col du Bougnon

| Année | Femmes                                 | Hommes                                 |
| ----- | -------------------------------------- | -------------------------------------- |
| 2024  | Emeline Detilleux (1)                  | Jordan Sarrou (5)                      |
| 2023  | Noémie Garnier (1)                     | Hugo Drechou (1)                       |
| 2022  | Pauline Ferrand-Prévot (2)             | Jordan Sarrou (4)                      |
| 2021  | Kataržina Sosna (1)                    | Filippo Colombo (1)                    |
| 2020  | Edition annulée (pandémie de Covid-19) | Edition annulée (pandémie de Covid-19) |
| 2019  | Margot Moschetti (2)                   | Jordan Sarrou (3)                      |
| 2018  | Sabrina Enaux (1)                      | Stéphane Tempier (2)                   |
| 2017  | Pauline Ferrand-Prévot (1)             | Nicola Rohrbach (1)                    |
| 2016  | Annika Langvad (1)                     | Jordan Sarrou (2)                      |
| 2015  | Julie Bresset (1)                      | Victor Koretzky (1)                    |
| 2014  | Margot Moschetti (1)                   | Jordan Sarrou (1)                      |
| 2013  | Elisabeth Osl (1)                      | Miguel Martinez (3)                    |
| 2012  | Anna Szafraniec (1)                    | Stéphane Tempier (1)                   |
| 2011  | Maja Włoszczowska (2)                  | Moritz Milatz (1)                      |
| 2010  | Maja Włoszczowska (1)                  | Alban Lakata (1)                       |
| 2009  | Marielle Saner (1)                     | Roel Paulissen (2)                     |
| 2008  | Elisabeth Osl (1)                      | Roel Paulissen (1)                     |
| 2007  | Petra Henzi (1)                        | Jean-Christophe Péraud (2)             |
| 2006  | Alison Sydor (3)                       | Christoph Sauser (2)                   |
| 2005  | Maryline Salvetat (1)                  | Christoph Sauser (1)                   |
| 2004  | Alison Sydor (2)                       | Miguel Martinez (2)                    |
| 2003  | Alison Sydor (1)                       | Jean-Christophe Péraud (1)             |
| 2002  | Laurence Leboucher (4)                 | Peter Pouly (1)                        |
| 2001  | Laurence Leboucher (3)                 | Thomas Dietsch (2)                     |
| 2000  | Chantal Daucourt (2)                   | Thomas Dietsch (1)                     |
| 1999  | Laurence Leboucher (2)                 | Christophe Dupouey (2)                 |
| 1998  | Laurence Leboucher (1)                 | Christophe Dupouey (1)                 |
| 1997  | Gunn-Rita Dahle Flesjå (2)             | Miguel Martinez (1)                    |
| 1996  | Gunn-Rita Dahle Flesjå (1)             | Christophe Manin (1)                   |
| 1995  | Sophie Hosotte-Eglin (2)               | Bart Brentjens (1)                     |
| 1994  | Sophie Hosotte-Eglin (1)               | Jean-Christophe Savignoni (1)          |
| 1993  | Chantal Daucourt (1)                   | Bruno Lebras (2)                       |
| 1992  | Eva Orvošová (2)                       | Tim Gould (2)                          |
| 1991  | Eva Orvošová (1)                       | Tim Gould (1)                          |
| 1990  | Silvia Fürst (1)                       | Bruno Lebras (1)                       |
| 1989  | Nathalie Segura (1)                    | Olaf Candau (1)                        |
| 1988  | N/A                                    | Patrice Thévenard (1)                  |
| 1987  | N/A                                    | Éric Chanton (1)                       |
| 1986  | N/A                                    | Jean-Pierre Morel (1)                  |
| 1985  | N/A                                    | Alain Dallenbach (1)                   |
| 1984  | N/A                                    | Larbi Midoune (1)                      |